# 塞尔维亚语言
塞尔维亚有着相当高的语言多样性。塞尔维亚语是該國2006年版《宪法》规定的官方语言，88%国民的母语，基础教育中必须学习和掌握的语言。在此之外，还有16种少数民族的母语使用者超过2000人，有15种语言受《歐洲區域或少數民族語言憲章》的保护。

## 法律地位
2006年版《塞尔维亚宪法》第10条规定塞尔维亚语和西里尔文字为官方语言，其他语言文字的官方使用需遵照具体法律且不得违宪。《宪法》第79条保障少数民族使用自己语言文字的权利。
在《宪法》基础上，两部具体法律对语言文字的使用作出了进一步规定：《语言文字官方使用法》（下簡称《语文法》）和《少数民族权利与自由保护法》（下簡称《民族法》）。

## 塞尔维亚语

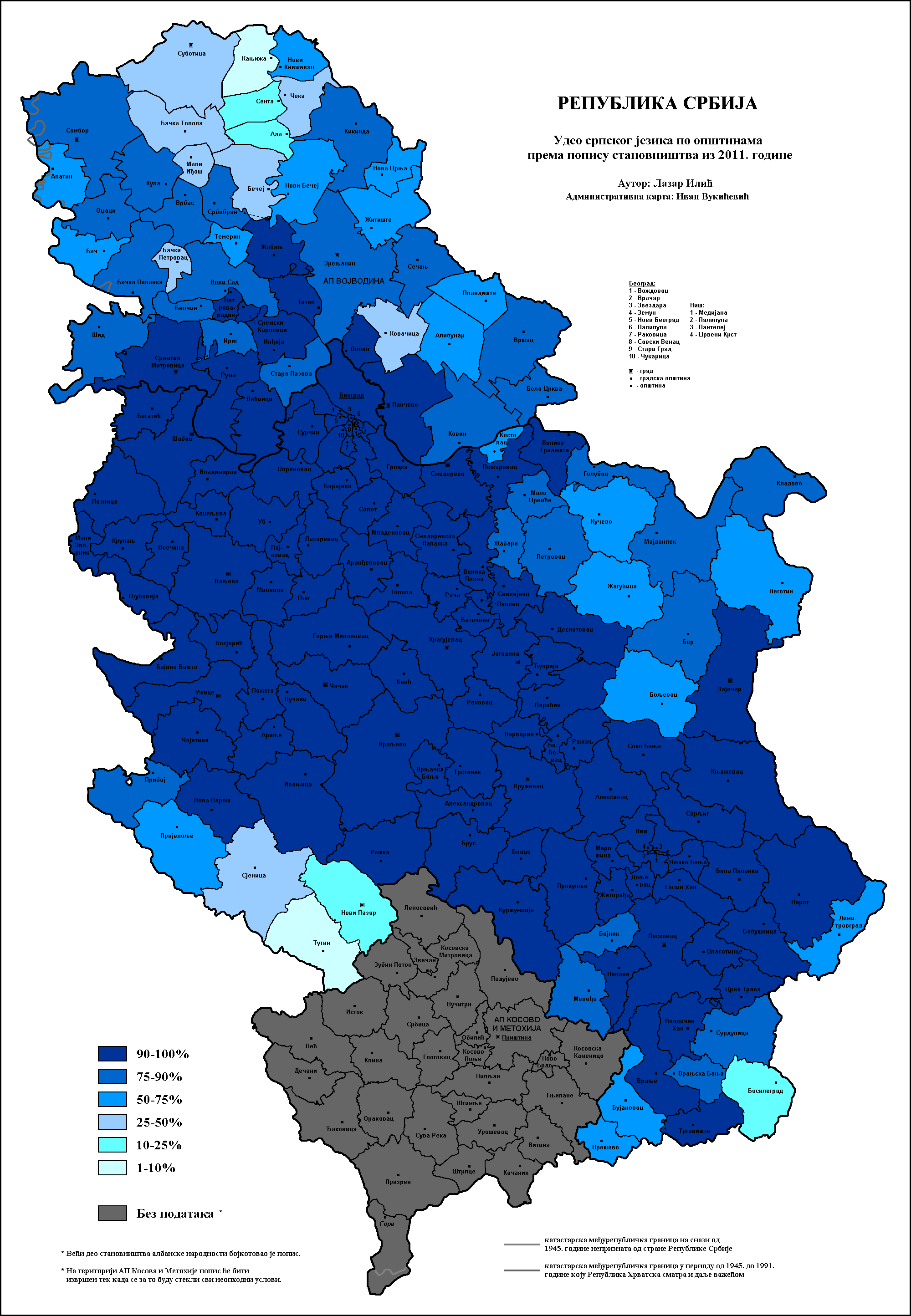
以塞尔维亚语为母语的人口在各区/市/市区的分布（2011），颜色越深比例越高

根据2011年人口普查（不含科索沃和梅托希亚自治省）数据，有88%的国民以塞尔维亚语为母语。塞尔维亚境内的塞尔维亚语主要有两类口语方言：什托方言，占据主导地位；普里兹伦-蒂莫克方言，分布在与保加利亚、北马其顿接壤的东南地区，深受保加利亚语和马其顿语影响，是巴尔干语言联盟的一部分。
《宪法》和《语文法》规定了塞尔维亚语西里尔文字作为官方语言文字的首位性。在用于官方用途时，必须使用塞尔维亚语和西里尔文字，且排列在第一个，然后再视情况使用塞尔维亚语拉丁文字及其他语言文字。
初等教育使用塞尔维亚语和西里尔文字进行。学生若使用少数民族语言、外语或双语接受教育，也要学习和掌握塞尔维亚语。
由塞尔维亚科学与艺术学院塞尔维亚语研究所主导的塞尔维亚语标准化委员会负责塞尔维亚、黑山和波斯尼亚和黑塞哥维那所轄塞族共和国等三地塞尔维亚语文的标准化。
由于互联网、电子设备和全球化的影响，越来越多人习惯使用拉丁文字书写塞尔维亚语。当局设法鼓励使用西里尔文字，如贝尔格莱德市于2018年通过决议，在出租场地时会给用西里尔文字书写名称的公司提供5％折扣。2019年塞尔维亚首家星巴克咖啡在贝尔格莱德开业，同时使用了和“STARBUCKS”标识。

## 少数民族语言

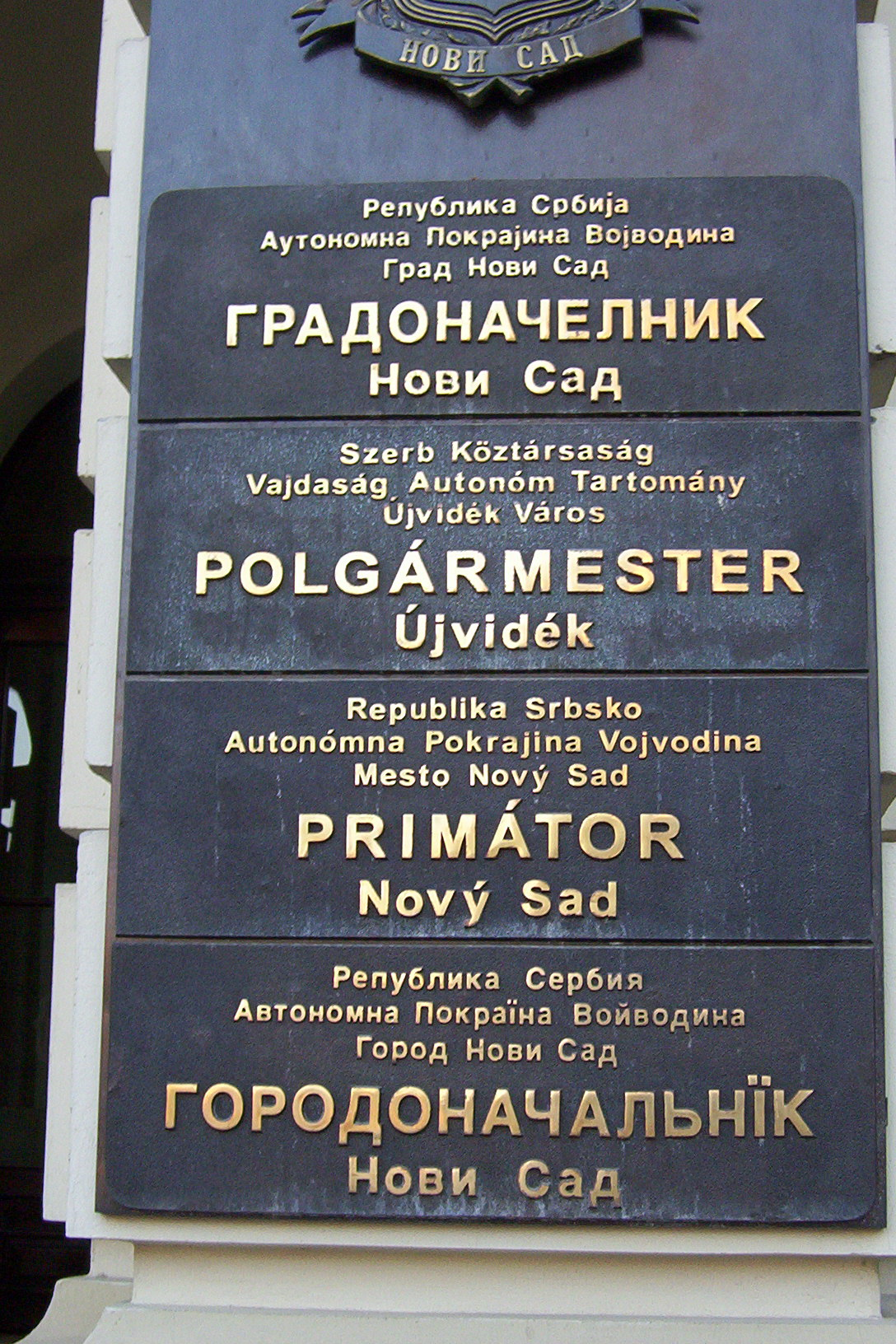
诺维萨德市长办公室的铭牌，使用该市的四种官方语言：塞尔维亚语、匈牙利语、斯洛伐克语、卢森尼亚语

根据2011年人口普查数据，塞尔维亚有被超过2000人作为母语使用的少数民族语言16种。塞尔维亚也是《歐洲區域或少數民族語言憲章》（ECRML）的缔约国之一，有15种语言纳入其保护范围。
| 语言         | 官方名称 | 2011年人口普查 | 2011年人口普查 | ECRML    |
| 语言         | 官方名称 | 母语人口       | 比例           | ECRML    |
| ------------ | -------- | -------------- | -------------- | -------- |
| 塞尔维亚语   |          | 6330919        | 88.09%         | 不适用   |
| 阿尔巴尼亚语 |          | 10040          | 0.14%          | 特别保护 |
| 波斯尼亚语   |          | 138871         | 1.93%          | 特别保护 |
| 保加利亚语   |          | 13337          | 0.19%          | 特别保护 |
| 布涅瓦茨语   |          | 6835           | 0.10%          | 一般保护 |
| 弗拉赫语     |          | 43095          | 0.60%          | 一般保护 |
| 匈牙利语     |          | 243146         | 3.38%          | 特别保护 |
| 马其顿语     |          | 12706          | 0.18%          | 一般保护 |
| 德语         |          | 2190           | 0.03%          | 一般保护 |
| 罗姆语       |          | 100668         | 1.40%          | 特别保护 |
| 罗马尼亚语   |          | 29075          | 0.40%          | 特别保护 |
| 俄语         |          | 3179           | 0.04%          | 未纳入   |
| 卢森尼亚语   |          | 11340          | 0.16%          | 特别保护 |
| 斯洛伐克语   |          | 49796          | 0.69%          | 特别保护 |
| 斯洛文尼亚语 |          | 2269           | 0.03%          | 未纳入   |
| 乌克兰语     |          | <2000          | <0.03%         | 特别保护 |
| 克罗地亚语   |          | 19223          | 0.27%          | 特别保护 |
| 黑山语       |          | 2519           | 0.04%          | 未纳入   |
| 捷克语       |          | <2000          | <0.03%         | 一般保护 |

少数民族与少数语言之间有一定的对应关系，但并不绝对。以弗拉赫语为母语的人中，67%自认弗拉赫人，28%自认塞尔维亚族；罗姆人中67%母语为罗姆语，30%为塞尔维亚语；德国族裔中33%母语为德语，53%为塞尔维亚语。
在168个市镇/城市/市辖市镇中，主要人口不是以塞尔维亚语为母语的有13个。:28
| 地区       | 行政区       | 市镇/城市        | 主要母语   | 示意图                        |
| ---------- | ------------ | ---------------- | ---------- | ----------------------------- |
| 伏伊伏丁那 | 北巴納特區   | 阿達             | 匈牙利语   | 深色表示超过50%，浅色表示不足 |
| 伏伊伏丁那 | 北巴納特區   | 卡尼扎           | 匈牙利语   | 深色表示超过50%，浅色表示不足 |
| 伏伊伏丁那 | 北巴納特區   | 乔卡             | 匈牙利语   | 深色表示超过50%，浅色表示不足 |
| 伏伊伏丁那 | 北巴納特區   | 森塔             | 匈牙利语   | 深色表示超过50%，浅色表示不足 |
| 伏伊伏丁那 | 北巴奇卡區   | 巴奇卡托波拉     | 匈牙利语   | 深色表示超过50%，浅色表示不足 |
| 伏伊伏丁那 | 北巴奇卡區   | 小伊焦什         | 匈牙利语   | 深色表示超过50%，浅色表示不足 |
| 伏伊伏丁那 | 南巴奇卡區   | 贝切伊           | 匈牙利语   | 深色表示超过50%，浅色表示不足 |
| 伏伊伏丁那 | 南巴奇卡區   | 巴奇基彼得羅瓦茨 | 斯洛伐克语 | 深色表示超过50%，浅色表示不足 |
| 伏伊伏丁那 | 南巴納特區   | 科瓦契察         | 斯洛伐克语 | 深色表示超过50%，浅色表示不足 |
| 中塞尔维亚 | 拉什卡区     | 新帕扎爾         | 波斯尼亚语 | 深色表示超过50%，浅色表示不足 |
| 中塞尔维亚 | 拉什卡区     | 图廷             | 波斯尼亚语 | 深色表示超过50%，浅色表示不足 |
| 中塞尔维亚 | 茲拉蒂博爾區 | 谢尼察           | 波斯尼亚语 | 深色表示超过50%，浅色表示不足 |
| 中塞尔维亚 | 普奇尼亞區   | 博西萊格勒       | 保加利亚语 | 深色表示超过50%，浅色表示不足 |

伏伊伏丁那自治省有六种官方语言：除塞尔维亚语和西里尔文字外，匈牙利语、斯洛伐克语、克罗地亚语、罗马尼亚语和卢森尼亚语也是其官方语言。《语文法》规定，地方自治单位在少数民族人口达到当地15%后（以普查为据），必须将其语言列为官方语言，并以其语言书写当地政府机关名称和地名。唯在东部的扎古比察、庫切沃和博列瓦茨，弗拉赫语母语人和弗拉赫人都已超过15%，但弗拉赫语因尚在标准化过程中，暂未列为官方语言。按照《民族法》，地方自治单位也可以自行选定人口未达标准的传统少数民族的语言作为官方语言，如在巴奇卡托波拉，卢森尼亚人和斯洛伐克人分别只占总人口的0.8%和0.4%，但卢森尼亚语和斯洛伐克语都是该区的官方语言。:138《语文法》还规定，若少数民族不足地方自治单位人口的15%，但在其中一个定居点超过15%，则以其语言书写该定居点的政府机关名称和地名。
在小学阶段，少数民族儿童每周可以选修2-4小时的母语语言文化课程。若在进入小学一年级时有15人提出申请，则可以采用母语或双语教学。不满15人的申请也有超过70%获得批准。全国5.7%的小学生使用非塞尔维亚语接受教育。
伏伊伏丁那广播电视台有13种少数民族语言的电台节目，10种少数民族语言的电视节目。全国范围内至少有8种少数民族的日报或周报发行。
各少数民族国民议会推动各语言的相关事务，包括但不限于标准化、科研以及在教育和传媒中的应用。